# My Wife Is the Student Council President
My Wife Is the Student Council President (jap. おくさまが生徒会長！ Okusama ga seito kaichō!) – manga autorstwa Yumi Nakaty, publikowana na łamach magazynu „Gekkan Comic Rex” wydawnictwa Ichijinsha od sierpnia 2011 do sierpnia 2018. Na jej podstawie studio Seven wyprodukowało serial anime, który emitowano od lipca do września 2015. Drugi sezon był emitowany od października do grudnia 2016.

## Fabuła
Hayato Izumi kandyduje na przewodniczącego samorządu uczniowskiego w swoim nowym liceum, jednak przegrywa z Ui Wakaną, dziewczyną, która obiecuje liberalizację miłości, ostatecznie zostając wiceprzewodniczącym. Wkrótce chłopak dowiaduje się, że zgodnie z umową zawartą przez jego rodziców, Wakana jest jego narzeczoną i muszą zamieszkać razem. Od teraz Izumi stara utrzymać ich związek w tajemnicy przed szkołą i samorządem, jednocześnie odpierając coraz bardziej agresywne zaloty Wakany w domu.

## Bohaterowie
- Ui Wakana (jap. 若菜 羽衣 Wakana Ui)

Seiyū: Ayana Taketatsu 
- Hayato Izumi (jap. 和泉 隼人 Izumi Hayato)

Seiyū: Kazuyuki Okitsu 
- Ayane Niikura (jap. 新倉 あやね Niikura Ayane)

Seiyū: Aoi Fujimoto 
- Karen Fujisaki (jap. 藤咲 可憐 Fujisaki Karen)

Seiyū: Yoshie Sugiyama 
- Rin Misumi (jap. 三隅 倫 Misumi Rin)

Seiyū: Minami Tsuda 
- Makoto Sawatari (jap. 猿渡 真都 Sawatari Makoto)

Seiyū: Juri Nagatsuma 
- Misato Wakana (jap. 若菜 みさと Wakana Misato)

Seiyū: Tomoko Kaneda 
- Kei Misumi (jap. 三隅 慧 Misumi Kei)

Seiyū: Ryōko Shiraishi 
- Ryuji Wakana (jap. 若菜 竜二 Wakana Ryuji)

Seiyū: Yoshie Sugiyama 
- Honoka Saijō (jap. 西条ほのか Saijō Honoka)

Seiyū: Sora Tokui 

## Manga
Seria ukazywała się w magazynie „Gekkan Comic Rex” od 27 sierpnia 2011 do 27 sierpnia 2018. Wydawnictwo Ichijinsha zebrało jej rozdziały w 13 tankōbonach, wydawanych od 21 stycznia 2012 do 27 listopada 2018.
| Nr | Data wydania (język japoński) | ISBN (język japoński)  |
| -- | ----------------------------- | ---------------------- |
| 1  | 21 stycznia 2012              | ISBN 978-4-7580-6293-0 |
| 2  | 28 lipca 2012                 | ISBN 978-4-7580-6322-7 |
| 3  | 28 czerwca 2013               | ISBN 978-4-7580-6354-8 |
| 4  | 28 lipca 2013                 | ISBN 978-4-7580-6392-0 |
| 5  | 28 czerwca 2014               | ISBN 978-4-7580-6435-4 |
| 6  | 27 lipca 2014                 | ISBN 978-4-7580-6456-9 |
| 7  | 27 kwietnia 2015              | ISBN 978-4-7580-6503-0 |
| 8  | 27 lipca 2015                 | ISBN 978-4-7580-6522-1 |
| 9  | 27 stycznia 2016              | ISBN 978-4-7580-6557-3 |
| 10 | 3 sierpnia 2016               | ISBN 978-4-7580-6603-7 |
| 11 | 27 kwietnia 2017              | ISBN 978-4-7580-6655-6 |
| 12 | 27 lutego 2018                | ISBN 978-4-7580-6718-8 |
| 13 | 27 listopada 2018             | ISBN 978-4-7580-6771-3 |

## Anime
Na bazie mangi studio Seven wyprodukowało telewizyjny serial anime, za reżyserię którego odpowiadał Hiroyuki Furukawa. Seria była emitowana w Japonii od 2 lipca do 17 września 2015. Do 9. tomu mangi, wydanego 27 stycznia 2016, został dołączony odcinek OVA. Prawa do streamingu serii nabył Crunchyroll.
27 stycznia 2016 redakcja magazynu „Gekkan Comic Rex” podała do wiadomości, że serial otrzyma drugi sezon. Jego emisja trwała od 2 października do 18 grudnia 2016.

### Ścieżka dźwiękowa
| Nr             | Tytuł                                                                                                | Wykonawcy       | Źródło   |
| Czołówka       | Czołówka                                                                                             | Czołówka        | Czołówka |
| -------------- | --- | --------------- | -------- |
| 1              | „Koisuru☆Hiyoko” (jap. 恋する☆ひよこ)                                                                | Rekka Katakiri  | [ 2 ]    |
| 2              | „Kirakira Explorer” (jap. キラキラ☆エクスプローラ)                                                   | Rekka Katakiri  | [ 24 ]   |
| Napisy końcowe | |                 |          |
| 1              | „Re×nai Equation” (jap. 恋×愛＝イクエイション)                                                       | Ayana Taketatsu | [ 2 ]    |
| 2              | „Realize” (jap. リアライズ)                                                                          | Minami Tsuda    | [ 2 ]    |
| 3              | „Koi ni matsuwaru Etcetera ~Misumi rin no baai~” (jap. 恋にまつわるエトセトラ～三隅倫の場合～)       | Minami Tsuda    | [ 24 ]   |
| 4              | „Koi ni matsuwaru Etcetera ~Saijō honoka no baai~” (jap. 恋にまつわるエトセトラ～西条ほのかの場合～) | Sora Tokui      | [ 24 ]   |
| 5              | „Koi ni matsuwaru Etcetera ~Wakana ui no baai~” (jap. 恋にまつわるエトセトラ～若菜羽衣の場合～)      | Ayana Taketatsu | [ 24 ]   |